# Bloc Nacionalista Valencià
El Bloc Nacionalista Valencià (abreujat BLOC, també conegut amb les sigles BNV) va ser un partit polític del País Valencià, d'ideologia valencianista, ecologista i d'esquerres. El partit va refundar-se al VIII Congrés el juny de 2021, adoptant la denominació Més, també coneguda com Més-Compromís.
En el moment de la seua refundació, amb més de 722 regidors i una huitantena d'alcaldies, era la tercera força política valenciana. A més, comptava amb 7 representants a les Corts Valencianes d'un total de 17 de la Coalició Compromís, 7 representants a les diputacions provincials de Castelló (2), Alacant (1) i València (4), i 1 diputat al Congrés dels Diputats.

## Ideologia

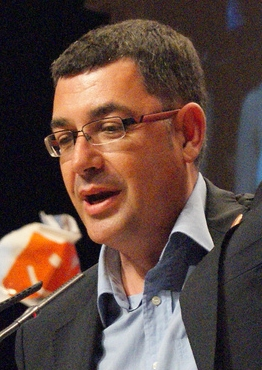
Enric Morera, actual president del BLOC i de les Corts Valencianes.

Segons els seus estatuts es definí com a força unitària del nacionalisme valencià progressista d'esquerres.
| « | Article 1. Denominació. El BLOC NACIONALISTA VALENCIÀ (en sigla i d'ara endavant, preferentment, BLOC) és l'organització política unitària del nacionalisme valencià progressista i d'esquerres. | » |

Durant la dècada dels 2000 es considerà que el partit s'adscrigué a l'anomenada "tercera via" del nacionalisme valencià, reivindicant un major protagonisme del poble valencià en l'àmbit espanyol i en una "Europa dels pobles unida, confederal, democràtica i plural". Advocaren per avançar cap a les màximes cotes de participació ciutadana i el desenvolupament sostenible i solidari de l'economia i la societat.
Respecte del pes del País Valencià a Espanya, consideraren que els successius governs autonòmics l'havien convertit en una "comunitat perifèrica", amb un "paper secundari, menor del que ens correspon i necessitem", perseguint una reforma de l'estat per corregir aquesta situació que inclouria la redacció d'una "Constitució Valenciana", així com una reordenació territorial en comarques i la plena "normalització cultural i lingüística".
Arran de la refundació de l'antiga Unitat del Poble Valencià, es va renunciar obertament als Països Catalans, encara que es mostrà favorable a una possible associació política amb aquells territoris amb què el País Valencià compartix llengua i cultura. El 2021, i amb la creació de Més - Compromís, es va simplificar la ponència eliminant aquestos propòsits sense referències concretes.

### Corrents interns
El partit acceptà els corrents interns, sent un d'estos el corrent intern Bloc i País.
Bloc i País es constituí en congrés fundacional el 2017 amb 250 adherits i amb una representació que supera el 3% de la militància total del partit, que pretenia enfortir la part nacionalista del BLOC. Després de diverses reunions a Torrent i Xilxes, i finalment fent un Congrés de creació a Guardamar de la Safor 160 militants van aprovar crear el corrent intern amb diversos càrrecs destacats com la diputada a les Corts Valencianes, Mònica Àlvaro, l'alcalde de Xeresa, Tomàs Ferrandis, o el primer edil de Pedreguer, Sergi Ferrús, aquesta facció està formada majoritàriament per militants de base que reivindiquen «la supressió de la barrera electoral del 5%», més democràcia interna i remarcar el nacionalisme de la formació contra estratègies com ara «el valencianisme de comboi». En l'actualitat el corrent supera els 250 adherits sent el corrent més gran que ha existit mai al BLOC.

### Relacions amb altres forces polítiques
Esquerra Republicana de Catalunya va reclamar el 2004 impulsar "de manera conjunta i simultània" l'objectiu de treballar per un Estat propi en "el conjunt dels Països Catalans, activant la reivindicació sobiranista a les Illes Balears, el País Valencià i la Catalunya Nord", proposta que va ser criticada pel BLOC.
Així mateix, ERC va vetar al BNV (i al Partit Socialista de Mallorca) en el si de l'Aliança Lliure Europea, el grup del parlament europeu referent dels partits nacionalistes i autonomistes europeus, al·legant els republicans que ells són "l'únic representant de la nació catalana" al grup i mantenint com a únic interlocutor a la seua federació valenciana, Esquerra Republicana del País Valencià. Per aquest motiu, tant BNV com PSM es van presentat a les eleccions europees conjuntament amb Convergència i Unió o el Bloque Nacionalista Galego en més d'una ocasió.
Tanmateix, això no va ser impediment perquè durant el breu període en el qual Enric Morera va ser eurodiputat, en 2004, este formara part del grup parlamentari europeu dels Verds/Aliança Lliure Europea.
Finalment, en abril de 2013 el BNV va ser admés com a membre de l'Aliança Lliure Europea en qualitat d'observador.

## Història
El projecte del Bloc Nacionalista Valencià naix amb la coalició electoral Unitat del Poble Valencià-Bloc Nacionalista de les eleccions a les Corts Valencianes de 1995, formada per Unitat del Poble Valencià, el Partit Valencià Nacionalista, Nacionalistes d'Alcoi, el Bloc Progressista de Monòver i Grau Unit de Castelló. El Bloc Nacionalista Valencià naix el 9 de setembre de 1997 quan s'aprovà la seua Declaració Política Constitutiva, i s'inscrigué al registre de partits polítics el 12 de maig de 1998 com a federació de partits. Es convertí en partit en el seu Congrés Constituent, celebrat l'any 2000. Un últim partit, Esquerra Valenciana s'integrà (i s'autodissolgué) dins el BNV al març de 2007.
Després del Congrés Constituent, el BNV va celebrar diversos congressos nacionals: el 2n, l'any 2002; el 3r, l'any 2003; el 4t, l'any 2006; el 5é, l'any 2009; el 6è, 2012; el 7è, 2016: i el 8è, de refundació, el 2021.

### Eleccions a les Corts Valencianes i municipals de 1999 i 2003

Logotip de la Coalició BLOC-Esquerra Verda, l'any 2003.

A les Eleccions a les Corts Valencianes de 1999, com a coalició i juntament amb Els Verds i Valencians pel canvi, va obtenir més de 102.000 vots, la qual cosa suposà un 4,6% dels vots vàlids emesos, un màxim històric per al valencianisme polític. Tot i això no va obtindre representació, ja que la Llei Electoral Valenciana exigeix un 5% de vot al conjunt del País Valencià per entrar a les Corts.
Tanmateix, la lectura dels resultats al si de l'organització va ser positiva, ja que els resultats els deixaven ben a prop d'obtenir representació parlamentària, amb un nivell de vot que era quasi el doble del que obtenia la Unitat del Poble Valencià en solitari.
A les eleccions generals del 2000, es va presentar en coalició amb Valencians pel canvi, presentant a Joan Francesc Mira com a candidat al Congrés i a Ferran Torrent al Senat. La candidatura va rebre el suport de Ramon Lapiedra. Tot i no obtindre representació, els resultats obtinguts van ser els millors de la formació fins a les eleccions generals de 2011, quan Joan Baldoví seria elegit diputat ja dins de Coalició Compromís. Es van més que duplicar vots respecte a 1996, i a la circumscripció electoral de València, on majors opcions hi havia d'obtenir representació, l'augment fou major.
L'any 2000 se celebra el congrés fundacional del BNV. En ell, el BNV es declara hereu del valencianisme d'arrel fusteriana, però també del valencianisme de pre-guerra, i es pren com a model la coalició GalEusCa i més concretament el Bloque Nacionalista Galego. S'assumeix el valencianisme com un dels tres eixos del programa de la formació, junt al progressisme i la democràcia. Així mateix, es manté una porta oberta a la suma d'altres col·lectius o individualitats nacionalistes valencianes, reivindicant l'Acadèmia Valenciana de la Llengua com a ens normativitzador del valencià i demanant el seu impuls. En matèria simbòlica, es va reconèixer el món de les festes i tradicions del País Valencià com a àmbit de preservació de la cultura, i es va demanar reconeixement al Penó de la Conquesta com a símbol del País Valencià, si bé es considerà la Senyera Coronada Valenciana com a bandera del País Valencià. A diferència dels congressos d'Unitat del Poble Valencià, la senyera quadribarrada no va estar present a l'escenari del congrés. Des del partit Esquerra Valenciana i alguns sectors de la Ribera Alta i l'Horta Nord es van defensar algunes esmenes ideològicament més properes a l'antiga Unitat del Poble Valencià, que no van prosperar. Encara que en el congrés es mantingueren els líders de la UPV i el PVN, Pere Mayor i Pepa Chesa ens els dos primers llocs de responsabilitat, paral·lelament es va produir una renovació generacional en moltes secretaries.
A les Eleccions a les Corts Valencianes de 2003, ja com a partit i en coalició amb Esquerra Verda - IPV i altres 9 formacions d'àmbit municipal, va obtenir més de 114.000 vots, tot situant-se al 4,8%, aconseguint novament un màxim històric per al valencianisme polític. Tanmateix, com que la barrera electoral valenciana per obtindre representació se situa en un 5%, no va obtenir representació a les Corts Valencianes per un 0,2% de vot de diferència. D'altra banda, a les Eleccions municipals celebrades el mateix dia de 2003, va obtenir un 5,8% dels vots, prop de 140.000 vots i representació municipal en 122 municipis al País Valencià amb 298 regidors i regidores, 1 diputat a la Diputació de Castelló i en començar el període corporatiu 2003-07 va obtenir 17 alcaldies.
Com a conseqüència de no haver obtingut representació parlamentària a les Eleccions a les Corts Valencianes, es va convocar un Congrés Extraordinari a final de setembre de 2003. En aquest Congrés Extraordinari es va produir una important renovació en la direcció i una revisió de la línia política, i el líder històric Pere Mayor, que havia estat Secretari General de la Unitat del Poble Valencià i posteriorment president del BLOC, va ser substituït per un nou Secretari General, Enric Morera.

### Eleccions generals espanyoles de 2004
A les eleccions generals espanyoles de 2004 es van presentar a les eleccions al Congrés dels Diputats, novament formant coalició amb Esquerra Verda i obtenint 40.769 vots (1,53%), esdevenint la quarta força política, darrere de PP (17 diputats, 46,8%), PSOE (14 diputats, 42,5%) i l'Entesa (1 diputat, 4,65%).

### Eleccions al Parlament Europeu de 2004

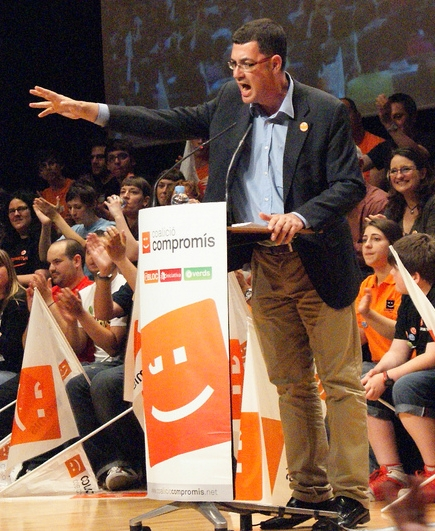
Enric Morera, president del BNV.

A les Eleccions al Parlament Europeu de 2004 es va presentar formant part de la coalició GalEusCa-Pobles d'Europa, junt amb Convergència i Unió (CiU), Euzko Alderdi Jeltzalea – Partit Nacionalista Basc (EAJ-PNB), el Bloc Nacionalista Gallec (BNG) i el Partit Socialista de Mallorca – Entesa Nacionalista (Illes Balears) (PSM-EN). Galeusca va obtindre 19.627 vots (1,12%) al País Valencià.

### Eleccions a les Corts Valencianes i municipals de 2007
Després dels resultats de 2003, on el BLOC queda fora de les Corts Valencianes per un marge de vots del 0,2%, es va produir la creació d'un corrent intern, el Bloc d'Esquerres i Sobiranista, que tenia per objectiu ampliar l'espai d'actuació del BLOC al voltant d'altres formacions d'esquerres, fet que va provocar un acostament amb Esquerra i País, corrent intern d'Esquerra Unida del País Valencià coordinat per Pasqual Mollà. La percepció que tant BLOC com EUPV podrien quedar fora de les Corts si no pactaven van propiciar la creació de la coalició Compromís pel País Valencià, coalició que va tindre contestació interna als dos partits, en el cas del BLOC perquè allunyava a la formació de l'estratègia transversal que havia mantingut des de la seua creació a la darreria dels anys 1990.
A les Eleccions a les Corts Valencianes de 2007 va concórrer amb Esquerra Unida del País Valencià, Els Verds del País Valencià, Els Verds-Esquerra Ecologista i Izquierda Republicana sota la coalició Compromís pel País Valencià, la qual aconseguí 7 diputats a les Corts Valencianes, 2 dels quals formen part del BLOC.
En les eleccions municipals del 2007, en les quals el BLOC es presentava en solitari en la majoria de poblacions i com a Compromís en algunes altres, hi va aconseguir un total de 299 regidors arreu del territori valencià, 23 alcaldies i 1 representant a la diputació de Castelló.

### Eleccions generals espanyoles de 2008
A les Eleccions generals espanyoles de 2008, el BLOC va concórrer en coalició amb Iniciativa del Poble Valencià, que havia sigut creat poc abans per ex militants d'Esquerra Unida del País Valencià, i Els Verds-Esquerra Ecologista, amb el nom Bloc-Iniciativa-Verds. El seu objectiu era revalidar l'escó que Isaura Navarro, cap de llista de la coalició per València i militant d'Iniciativa, havia aconseguit a les darreres eleccions generals de 2004 representant a Izquierda Unida. La coalició va obtindre 29.760 vots (1,08% al País Valencià), sense aconseguir cap diputat al Congrés.

### Eleccions al Parlament Europeu de 2009
A les Eleccions al Parlament Europeu de 2009 es va presentar dins de la Coalició per Europa, junt amb Convergència i Unió, Partit Nacionalista Basc, Coalició Canària i Partit Andalusista, entre d'altres. Enric Nomdedéu, regidor del BLOC a l'ajuntament de Castelló de la Plana, va ocupar el 5è lloc de la llista. Entre les qüestions a defendre destacaven temes relacionats amb l'ordenament territorial, les grans infraestructures i la defensa de la llengua i cultura pròpia.
La coalició va obtenir 18.458 vots (1%) al País Valencià, tot i que en la totalitat de l'Estat va obtindre dos escons, ocupats per Ramon Tremosa (CDC) i Izaskun Bilbao (PNB).
El mateix Nomdedéu va considerar que aquesta es tractava d'una coalició molt qüestionada per les bases del BLOC, per l'absència d'alguns dels socis preferents d'aquesta formació com el BNG o el PSM-EN.

### Eleccions a les Corts Valencianes i municipals de 2011

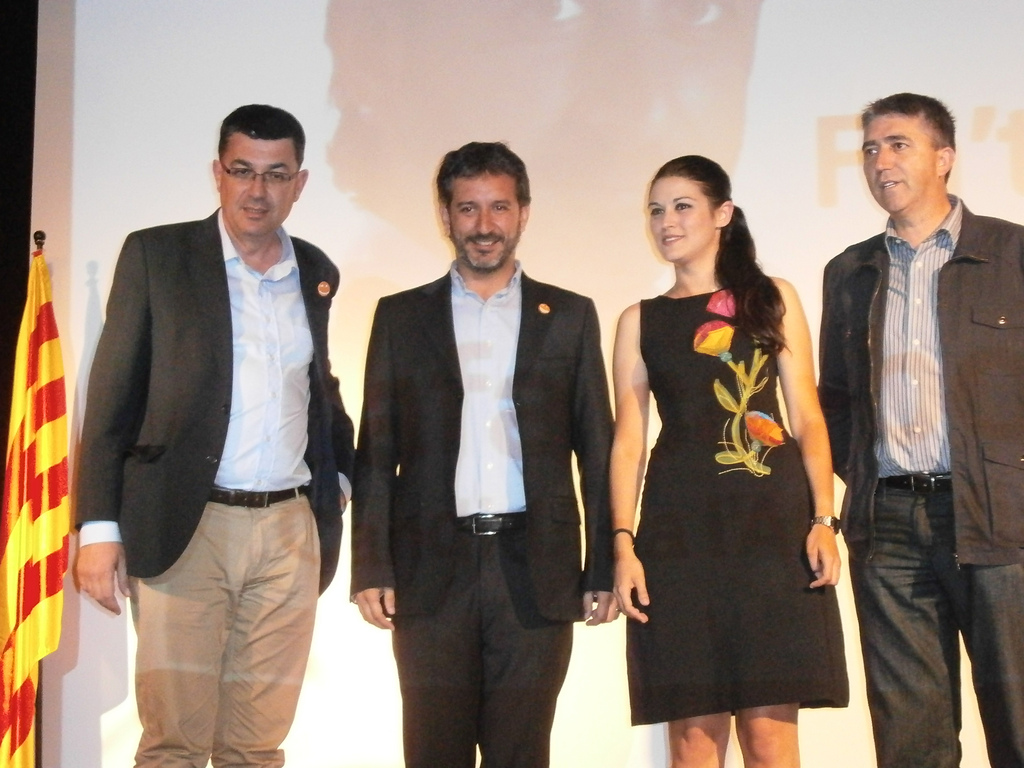
Enric Morera i la diputada Mireia Mollà amb Rafa Carbonell i Rafael Climent (vicealcalde d'Alcoi i alcalde de Muro, respectivament), durant la campanya electoral de maig de 2011.

A les Eleccions a les Corts Valencianes de 2011, el BLOC es presentà en coalició amb Iniciativa del Poble Valencià, Els Verds-Esquerra Ecologista i Projecte Obert, sota la Coalició Compromís.
El secretari general del BLOC i actual diputat a les Corts, Enric Morera, va ser el candidat a la presidència de la Generalitat i cap de llista per la circumscripció de València, seguit de Mónica Oltra, líder d'Iniciativa i diputada a les Corts. Per Alacant, la cap de llista va ser Mireia Mollà, d'Iniciativa i diputada a les Corts; mentre que per Castelló, el cap de llista va ser Josep Maria Pañella, president del BLOC i també diputat a les Corts Valencianes. La llista a la Circumscripció de València va ser tancada per l'escriptor Ferran Torrent. I a llista per Alacant hi fou present Josep Nadal, cantant de La Gossa Sorda, que també participà en la candidatura local per Pego. Van obtenir 3 escons dels 6 totals que va obtenir la Coalició Compromís: Enric Morera i Fran Ferri per València, i Josep Maria Pañella per Castelló.
A la Ciutat de València, el BLOC es va presentar sota la coalició Compromís per València, que presentà com a candidat a l'alcaldia a Joan Ribó. Van obtenir 3 regidors, esdevenint tercera força política al Cap i Casal amb més del 9% dels vots. Per altra banda, a Alacant i Elx la coalició no va superar la barrera del 5% per obtenir representació. El cas de Castelló de la Plana va ser diferent, ja que el BLOC i IdPV es van presentar separadament, obtenint el BLOC el seu millor resultat de la història, amb un 8,83% dels vots i dos regidors, i Iniciativa un 1,64% dels vots, insuficient per obtenir representació al consistori.

### Eleccions generals del 2011

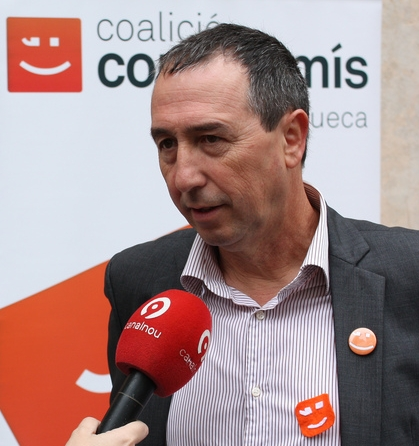
Joan Baldoví, del BLOC, va ser elegit diputat amb 85.725 vots a la circumscripció de València, esdevenint el primer diputat elegit per un partit valencianista al Congrés des de la II República.

Després de l'èxit de la Coalició Compromís a les eleccions de maig, Enric Morera, com a portaveu parlamentari de Compromís va confirmar, ja en juny de 2011, que la coalició presentaria una candidatura a les eleccions generals del 20 de novembre de 2011, i que aquesta "no seria sucursalista". Per a estes eleccions es va sumar un quart partit a la coalició: Projecte Equo.
Amb la modificació de la llei electoral, que es va realitzar en gener del 2011, la coalició es va veure obligada a recollir la signatura d'almenys el 0,1% del cens electoral de la circumscripció per la qual vulguen presentar-se, ja que els partits o coalicions que no van obtenir representació en cap de les càmeres a les eleccions del 2008 no podrien presentar candidatures al Congrés i al Senat, en les eleccions generals del 20 de novembre de 2011, si no superen aquest tràmit.
Compromís va obtenir 25.000 avals a tot el País Valencià, dels quals 18.000 eren de la província de València. Açò suposa que van aconseguir 9,5 voltes els avals necessaris per concórrer a eixa província, prop de l'1% del cens total de la Circumscripció de València. A Castelló n'obtingueren 2.000 (en calien 400, és a dir que obtingueren 5 vegades els avals necessaris) i a Alacant, van tindre l'adhexió de 5.000 persones, 3,8 voltes més dels 1.300 necessaris.
La llista al Congrés dels Diputats per València va ser liderada per l'exalcalde de Sueca Joan Baldoví, militant del BLOC. Altres candidats del BLOC a les eleccions van ser el cap de llista per Castelló, Roger Mira, fill de l'intel·lectual i president d'ACPV Joan Francesc Mira, i l'exdirigent del BLOC Jove Pere Fuset, administrador del web Valencianisme.com, que va ser candidat al Senat per València obtenint 78.573 sufragis.
A les seues primeres declaracions públiques després de ser elegit candidat, Joan Baldoví va afirmar veure un "futur esperançador" davant de "la possibilitat de tenir per primera vegada des de la II República un diputat valencianista a les Corts".
Una de les primeres propostes que Compromís va traure a debat en eixa campanya electoral va ser la realització d'un referèndum per canviar la llei electoral espanyola. La proposta de canvi de llei electoral va ser batejada com Referèndum Baldoví.
Finalment, amb 125.150 vots, Compromís va obtindre representació per la circumscripció de València amb Joan Baldoví com a representant.
El 2018 el sistema judicial investigà si per a la campanya del 2007 es va finançar il·legalment. Ciudadanos proposà a les Corts Valencianes crear una comissió d'investigació i el secretari del PSPV Ximo Puig acceptà.

## Resultats electorals
| Eleccions a les Corts Valencianes de 1999 | 102.700 | 4,60% |
| Eleccions al Parlament Europeu de 1999    | 54.589  | 2,44% |
| Eleccions municipals de 1999              | 111.304 | 4,98% |
| Eleccions generals espanyoles de 2000     | 58.551  | 2,44% |
| Eleccions a les Corts Valencianes de 2003 | 114.122 | 4,77% |
| Eleccions municipals de 2003              | 139.307 | 5,78% |
| Eleccions generals espanyoles de 2004     | 40.759  | 1,56% |
| Eleccions al Parlament Europeu de 2004    | 19.627  | 1,13% |
| Eleccions a les Corts Valencianes de 2007 | 195.116 | 8,14% |
| Eleccions municipals de 2007              | 99.766  | 4,11% |
| Eleccions generals espanyoles de 2008     | 29.760  | 1,09% |
| Eleccions al Parlament Europeu de 2009    | 18.458  | 0,99% |

- Notes:

1. ↑  En coalició amb Els Verds
2. ↑  En coalició amb Esquerra Verda - IPV
3. ↑  En coalició amb Esquerra Verda
4. ↑  Dins Compromís pel País Valencià
5. ↑  Més 28.363 de Compromís PV
6. ↑  Més 1,17% de Compromís PV
7. ↑  En coalició amb Iniciativa del Poble Valencià i Els Verds-EE PV

Des de les eleccions municipals i a les Corts Valencianes de 2011 participa com a integrant de Coalició Compromís.

## Objectius

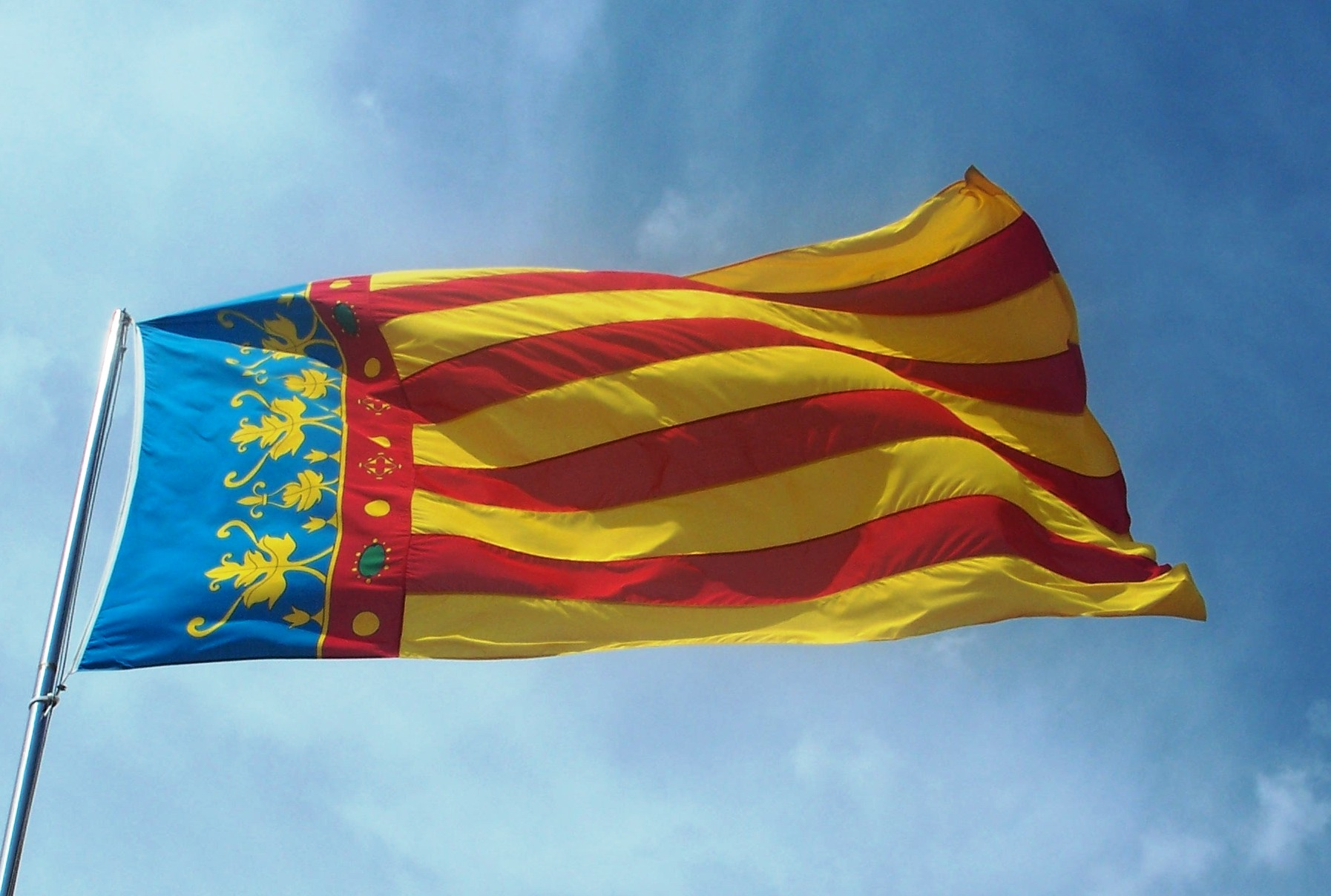
Reial Senyera coronada
El Bloc Nacionalista Valencià, membre de la Coalició Compromís, representa el valencianisme polític a les Corts valencianes.

Els objectius del BLOC segons els seus estatuts són:
- L'assoliment de la plena sobirania nacional del poble valencià i la seua plasmació legal mitjançant una Constitució valenciana que contemple la possibilitat d'una associació política amb els països amb els quals compartim una mateixa llengua, cultura i història.

- La defensa dels interessos valencians i la plena normalització cultural i lingüística.

- La participació en una Europa dels pobles, unida, confederal, democràtica i plural.

- La construcció d'un futur basat en els principis d'un desenvolupament sostenible i solidari de l'economia i de la societat, respectuós amb el medi natural i garant dels drets dels pobles, de les minories, dels sectors menys afavorits i dels ciutadans i ciutadanes individuals.

- El foment de la participació ciutadana en les institucions públiques i la superació de la divisió provincial per mitjà d'una ordenació territorial i comarcal que responga millor a la tradició històrica i a la realitat actual del país.

- La defensa de la república, com a forma de govern més ajustada als principis democràtics, així com dels valors republicans.

- La comarcalització del País Valencià i la superació de la divisió provincial.

## Joves del País Valencià - Compromís
Des de la seua aparició l'any 1999, herència directa dels joves d'UPV, la branca juvenil del partit s'anomenà Bloc Jove. L'any 2014 va passar a denominar-se Joves del País Valencià - Compromís.
Es defineix com a organització juvenil inspirada en els valors del valencianisme, l'ecologisme i l'esquerra.
L'actual secretari general és Francesc Roig.